# ألان ستيفنسون (لاعب كرة قدم)
ألان ستيفنسون (بالإنجليزية: Alan Stephenson)‏ (26 سبتمبر 1944 في المملكة المتحدة - ) هو لاعب كرة قدم بريطاني في مركز الدفاع. شارك مع منتخب إنجلترا تحت 21 سنة لكرة القدم ومنتخب المملكة المتحدة تحت 23 سنة لكرة القدم. أما مع النوادي، فقد لعب مع كريستال بالاس ونادي بورتسموث ونادي فولهام ووست هام يونايتد ونادي ديربن يونايتد ‏.

## وصلات خارجية
- ألان ستيفنسون على موقع قاعدة بيانات كرة القدم.إي يو (الإنجليزية)